# Codice Trivulziano 2162
Il Codice Trivulziano 2162 (indicato anche in modo impreciso come Codice Trivulziano) è una raccolta di disegni e scritti di Leonardo da Vinci, comprendente 51 carte databili tra il 1478 e il 1493, attualmente conservato dalla Biblioteca Trivulziana presso il Castello Sforzesco di Milano.

## Storia
Il manoscritto era tra quelli che furono lasciati in eredità da Leonardo a Francesco Melzi. Dopo la morte del Melzi (1570 circa), rientrò tra i manoscritti raccolti da Pompeo Leoni ed ereditati nel 1608 da Polidoro Calchi. Pochi anni dopo fu acquistato dal nobile e mecenate Galeazzo Arconati.
Nel 1637 Arconati donò dodici manoscritti di Leonardo in suo possesso alla Biblioteca Ambrosiana, compreso questo manoscritto.
(dall'atto di donazione, 1637)
Apparentemente in seguito l'Arconati ne tornò in possesso, cedendo in cambio alla Biblioteca Ambrosiana l'attuale manoscritto D.
Attorno al 1750 era in possesso di Gaetano Caccia, che lo vendette a Carlo Trivulzio (1715-1789).
(Annotazione inserita nel codice)
Alla sua morte le collezioni passarono al figlio del fratello; attraverso varie generazioni il manoscritto leonardesco giunse fino al principe Luigi Alberico Trivulzio. Come parte delle collezioni trivulziane, nel catalogo venne identificato dal numero 2162 (Leonardo da Vinci. Libro d'annotazioni e memorie).
|                                                    |                                                    |                                 |                                                   |                                                   |
|                                                    |                                                    | Giorgio Teodoro sp. Elena Arese |                                                   |                                                   |
|                                                    |                                                    |                                 |                                                   |                                                   |
|                                                    |                                                    |                                 |                                                   |                                                   |
|                                                    | Alessandro Teodoro (1694-1763)                     | Alessandro Teodoro (1694-1763)  | Carlo (1715-27.1.1789) Acquirente del manoscritto | Carlo (1715-27.1.1789) Acquirente del manoscritto |
|                                                    |                                                    |                                 |                                                   |                                                   |
|                                                    |                                                    |                                 |                                                   |                                                   |
|                                                    | Giorgio Teodoro († 1802)                           |                                 |                                                   |                                                   |
|                                                    |                                                    |                                 |                                                   |                                                   |
|                                                    |                                                    |                                 |                                                   |                                                   |
| Gian Giacomo (1774-1831)                           | Gian Giacomo (1774-1831)                           | Gerolamo                        | Gerolamo                                          |                                                   |
|                                                    |                                                    |                                 |                                                   |                                                   |
|                                                    |                                                    |                                 |                                                   |                                                   |
| Giorgio Teodoro (1803-1856) sp. Marianna Rinuccini | Giorgio Teodoro (1803-1856) sp. Marianna Rinuccini | Cristina (1808-1871)            | Cristina (1808-1871)                              |                                                   |
|                                                    |                                                    |                                 |                                                   |                                                   |
|                                                    |                                                    |                                 |                                                   |                                                   |
| Gian Giacomo (1839-1902) sp. Giulia Belgiojoso     |                                                    |                                 |                                                   |                                                   |
|                                                    |                                                    |                                 |                                                   |                                                   |
|                                                    |                                                    |                                 |                                                   |                                                   |
| Luigi Alberico                                     |                                                    |                                 |                                                   |                                                   |

Il manoscritto fu riprodotto e trascritto integralmente nell'edizione del 1891 curata da Luca Beltrami.
Nel 1935 il manoscritto fu acquisito dal comune di Milano all'interno della collezione Trivulziana.

## Descrizione

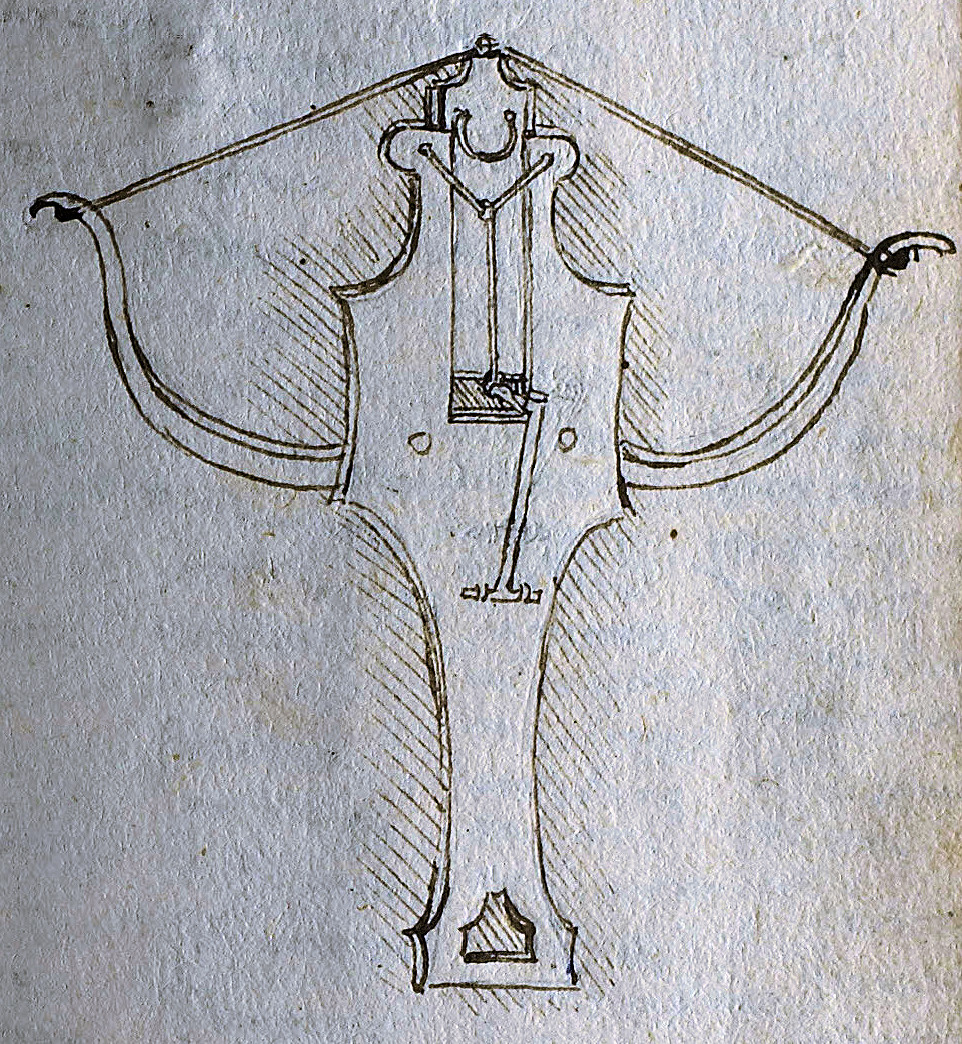
Disegno di balestra (p. 99)

Il codice è composto da 51 carte numerate (una numerazione moderna in rosso riporta i numeri da 1 a 102 sulle singole pagine), ma in origine dovevano essere presenti almeno 62 carte; ha una dimensione di 20,5 x 14 cm.
A parte alcune rare annotazioni e l'intero testo a pagina 46 (secondo la numerazione attuale), il manoscritto è attribuito a Leonardo da Vinci. Vi raccolse alcune ritratti caricaturali o grotteschi, annotazioni per progetti architettonici, di fortificazioni e di macchine belliche. Alcuni disegni, tracciati a punta metallica furono ripassati a inchiostro da mano successiva.
Numerose pagine (8-9, 22-26, 50-51, 57-62, 64, 66-68, 70, 72, 81-97, 100-102 secondo la numerazione moderna) riportano elenchi di parole su più colonne; si ritiene siano elenchi di forme dotte e latinismi utilizzati da Leonardo per migliorare il proprio lessico.
Le pagine da 27 a 58 sono inserite rovesciate: la numerazione antica delle carte appare in basso a sinistra sul verso attuale e in ordine decrescente.

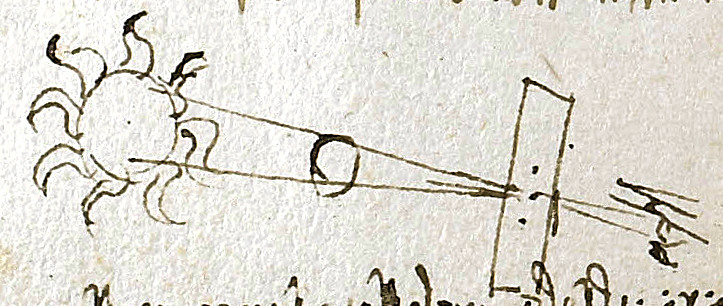
"modo da vedere il sole eclissato sanza passione dellochio" (p. 12)
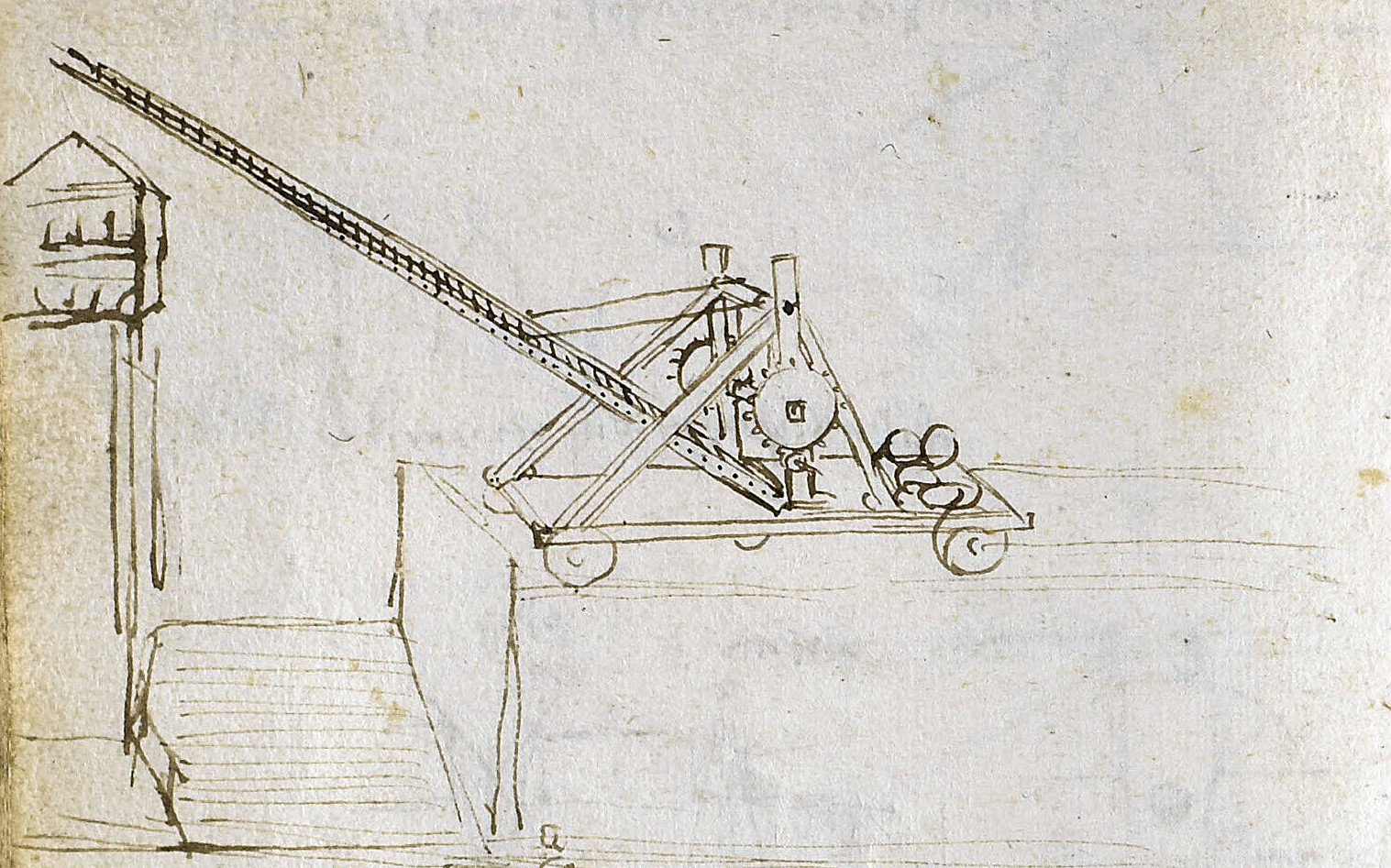
Macchina per assedi (p. 27)
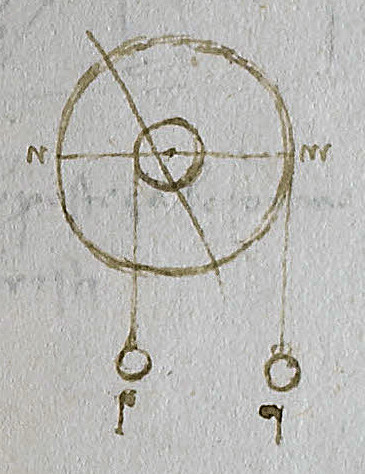
Studio sulla gravità (p. 34)